# ژیلبرتو ژیل
ژیلبرتو ژیل (پرتغالی: Gilberto Gil; پرتغالی برزیلی:[ʒiɫˈbɛʁtu ʒiɫ] یا [ʒiu̯ˈbɛɾtʊ ʒiu̯]؛ زادهٔ ۲۶ ژوئن ۱۹۴۲) خواننده، گیتارنواز، ترانه‌سرا، و آهنگساز اهل برزیل است.
او دانش‌آموختهٔ دانشگاه فدرال باهیا و از اعضایِ «حزب سبز» برزیل است و از سال ۲۰۰۳ تا ۲۰۰۸ میلادی، «وزیر فرهنگ» برزیل (در کابینهٔ لوئیس ایناسیو لولا دا سیلوا) بود. وی در دوران حکومت دیکتاتوری نظامی در سال ۱۹۶۴ میلادی، به مدت ۹ ماه در زندان به سر برد و سپس به لندن تبعید شد؛ اما در سال ۱۹۷۲ میلادی به باهیا بازگشت و همان جا به فعالیت‌هایش ادامه داد.